# Nuit de noces au paradis (film, 1962)
Pour les articles homonymes, voir Nuit de noces au paradis et Hochzeitsnacht im Paradies (homonymie).
Pour plus de détails, voir Fiche technique et Distribution.
Nuit de noces au paradis (Hochzeitsnacht im Paradies) est un film autrichien réalisé par Paul Martin sorti en 1962.
Il s'agit d'une adaptation de l'opérette (de) de Friedrich Schröder, présentée en 1942 et déjà adaptée en 1950 (de) par Johannes Heesters.

## Synopsis
Ulrich Hansen travaille pour avoir un doctorat ; mais en attendant, il fait de son passe-temps un métier et devient chanteur. Il est actuellement salué par le public comme l'acteur principal d'une opérette. Son grand amour est récemment Regine, la fille de l'industriel Otto Roeders. Chaque soir, la dame s'assoit au théâtre et l'acclame, au grand dam de sa partenaire, Ilonka Davarosch. Celle-ci n'accepte pas qu'Ulrich ait un lien privé avec elle. Par conséquent, elle veut empêcher par tous les moyens qu'ils se marient. De même, le père Roeders ne veut pas d'un artiste comme gendre. Ulrich décide donc de revenir à son doctorat. Afin d'obtenir l'approbation du père de Regine pour le mariage, le chanteur tente un coup : après le spectacle d'adieu, il se rend dans la loge de Régine, l'embrasse devant tous les spectateurs et annonce ses fiançailles.
Folle de jalousie, Ilonka forge un plan pour empêcher le mariage : dans la nuit, elle étourdit Ulrich avec de l'éther. La cérémonie de mariage le lendemain matin peut encore avoir lieu, même si auparavant, il faut surmonter de grands obstacles. Le mariage célébré, Ilonka commence une campagne de calomnie majeure ; Regine cède rapidement. Déjà pendant la lune de miel à Venise, elle accuse son mari d'infidélité.
Accompagné d'un nouvel admirateur, le fabricant de bonbons Richard Säuerling, Ilonka se rend chez le couple nouvellement marié dans la cité lagunaire et le suit à chaque tournant. Elle sait toujours comment répandre la rumeur selon laquelle Ulrich Hansen cherche toujours sa proximité. Quand il veut quitter précipitamment l'hôtel "Paradies" avec sa fiancée, d'innombrables gondoles bloquent la sortie, car Ilonka a diffusé à la radio que Hansen chantera à onze heures sur le balcon. Ilonka veut jouer avec Ulrich. Mais maintenant Hansen s'énerve et rejette l'intrigante. Regine voit l'incident et sait maintenant qu'Ulrich n'aime qu'elle. Les deux amants sont heureux à nouveau unis.

## Fiche technique
- Titre français : Nuit de noces au paradis[1]
- Titre original allemand : Hochzeitsnacht im Paradies
- Réalisation : Paul Martin assisté de Maria von Frisch
- Scénario : Ernst Marischka
- Musique : Friedrich Schröder
- Direction artistique : Fritz Jüptner-Jonstorff, Alexander Sawczynski
- Costumes : Lambert Hofer, Paul Seltenhammer
- Photographie : Friedl Behn-Grund
- Son : Herbert Janeczka
- Montage : Arnfried Heyne
- Production : Herbert Gruber
- Société de production : Sascha-Film
- Société de distribution : Gloria
- Pays d'origine :  Autriche
- Langue : allemand
- Format : Couleur - 1,66:1 - mono - 35 mm
- Genre : comédie
- Durée : 104 minutes
- Dates de sortie :
  - Allemagne : 30 août 1962.
  - Pays-Bas : 23 mai 1963.
  - France : 10 décembre 1965[1].

## Distribution
- Peter Alexander : Ulrich Hansen
- Waltraut Haas : Regine
- Marika Rökk : Ilonka Davarosch
- Hubert von Meyerinck : Gustav Säuerling
- Fred Liewehr : Otto Roeders
- Gunther Philipp : Felix Bröckelmann
- Rudolf Carl : Romano Biangetti
- Alice Kessler : Tilli
- Ellen Kessler : Milli
- Peter Machac : Le jeune serveur
- Else Rambausek : La gouvernante